# 佩爾利利亞山
9°18′16″S 77°19′7″W / 9.30444°S 77.31861°W

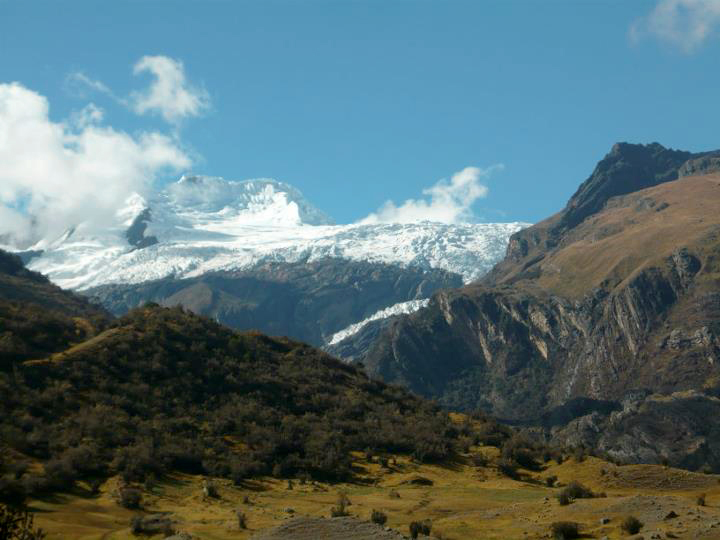

佩爾利利亞山（西班牙語：Perlilla），是秘魯的山峰，位於該國北部安卡什大區的阿松森省，屬於安第斯山脈中布蘭卡山脈的一部分，海拔高度5,587米，人類在1966年7月14日首次登頂。